# 全血细胞计数
全血细胞计数（英語：complete blood count，CBC），也可称为血细胞常规检验、血常规、血细胞分析、血象，是一种临床常规检测项目，用于评估血液中白细胞、红细胞和血小板三类血细胞的数量和形态特征，主要涉及红细胞计数、红细胞指数、白细胞计数、血小板计数、血红蛋白浓度、血细胞比容等指标。通常全血细胞计数还包含用于分析各类白细胞比例分布的白细胞分类计数。
全血细胞计数的检测结果既可用于健康状态监测，也可作为疾病诊断依据。检测结果需对照参考值范围（受性别与年龄差异影响）进行分析。其异常指标可帮助诊断部分疾病，如贫血、血小板减少症。其中，红细胞指数能提示贫血病因（如缺铁性贫血与维生素B12缺乏型贫血）；白细胞分类计数则有助于辅助诊断病毒感染、细菌感染、寄生虫感染还是白血病等血液系统疾病。不过全血细胞计数也具有自身局限性，并非所有超出参考值范围的检测值都需要医学干预；反之，也不代表所有项目均在参考值范围内就代表身体处于健康状态。
在当代，全血细胞计数主要使用全自动血细胞分析仪进行检测，该仪器可计数各类血细胞并收集其大小、结构等形态学信息。在检测时，血细胞分析仪能够测定血红蛋白浓度，并基于红细胞计数和血红蛋白测定值自动计算红细胞指数。当检测结果异常时，需采用人工镜检方法进行复检。据统计，约10-25%的样本需要进行人工血涂片检查。在人工检查时，样本会被染色并放在显微镜下观察，以检验仪器检测结果是否无误并查找异常。在缺乏自动化设备的实验室中，血细胞比容可通过离心样本后测定红细胞比例获得，血细胞计数则需借助血细胞计数板在显微镜下人工完成。
全血细胞计数技术的发展经历了多个阶段。1852年，卡尔·维尔罗德发明了首个血细胞计数方法，该方法通过将定量血液涂布于显微镜载玻片后进行人工计数。1874年，路易-夏尔·马拉色发明的血细胞计数板简化了显微镜分析血细胞方法。至19世纪末，保罗·埃尔利希与德米特里·列昂尼多维奇·罗曼诺夫斯基发明了白细胞和红细胞染色技术，这些技术至今仍广泛应用于血涂片检查中。20世纪20年代，血红蛋白自动测定方法问世；1929年，麦克斯韦·温特罗布提出了血细胞比容测定法，并定义了红细胞指数。1953年华莱士·H·库尔特提出的库尔特原理使得血细胞计数自动化进程取得突破性进展，该技术利用电阻抗测量实现血细胞计数和大小测定，至今仍是众多全自动血细胞分析仪的核心技术。20世纪70年代，基于光学测量的细胞计数与识别技术的研究进展推动了白细胞分类计数自动化的发展。

## 检测目的

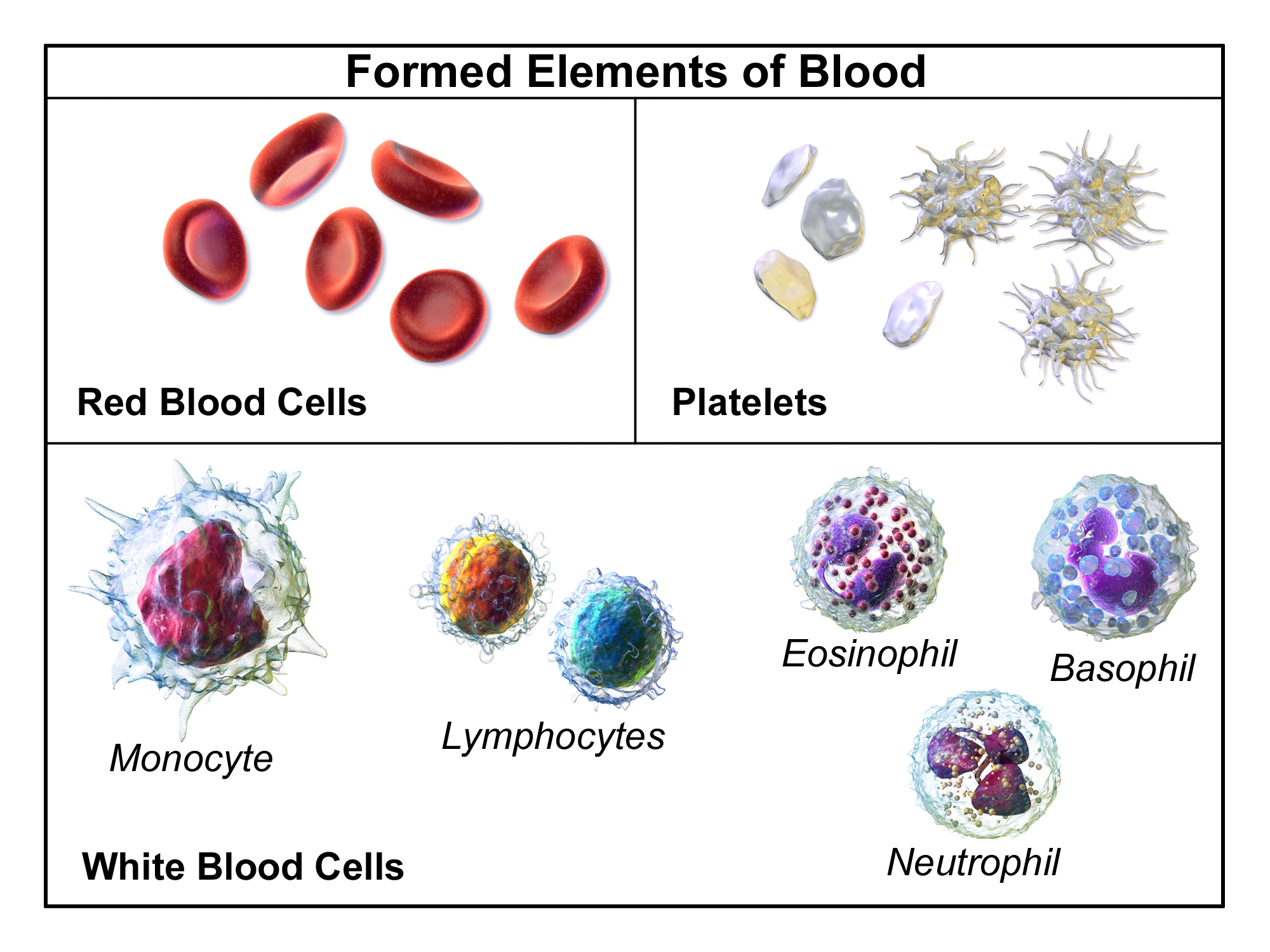
人体血液中的红细胞、白细胞与血小板。运送氧气的红细胞在血液中数量最多，并使血液呈红色。白细胞是免疫系统的重要组成部分。血小板在止血和凝血过程中起着重要作用。

血液由红细胞、白细胞、血小板三类血细胞和血浆组成，深度参与着人体的新陈代谢、免疫、内环境稳态、止血凝血等生理功能，因此组织、器官的病变往往会造成血液成分的变化。而全血细胞计数检查可准确反映三类血细胞的数量、比例和形态变化，对医生判断身体状况与病情具有重要作用，因此已成为最常进行的医学实验室检测项目。
全血细胞计数常被用做疾病筛查和身体状况评估工具。当医生怀疑患者存在感染、出血性疾病或特定癌症等影响血细胞疾病时，往往会进行全血细胞计数以了解患者血液系统状态，及早确认病情。对于已确诊导致全血细胞计数指标异常疾病或正在接受可能影响全血细胞计数指标治疗的患者，需定期进行全血细胞计数以监测病情变化，根据检测结果判断是否需要输血治疗。
具体到各医学专科中，全血细胞计数都有特定的应用。如在血液科中，全血细胞计数与血涂片检查能够全面反映造血系统的状态。例如，三种血细胞指数均偏低时（全血细胞减少症）表明可能有疾病引发了骨髓造血功能障碍，需进一步进行骨髓检查明确病因。血涂片中出现的异常细胞可为急性白血病或淋巴瘤的诊断提供重要线索。当中性粒细胞或淋巴细胞计数显著升高，结合临床表现和血涂片特征，可能暗示为骨髓增殖性疾病或淋巴增殖性疾病。此外通过综合分析全血细胞计数结果和血涂片特征，还可有效鉴别贫血的真正病因，判断到底是营养性缺乏性贫血、骨髓疾病、获得性溶血性贫血、还是镰状细胞贫血和地中海贫血等遗传性疾病。
在患者接受手术前，全血细胞计数用于筛查贫血、评估血小板水平、检测潜在感染；术后则用于监测失血情况和血液成分变化。在急诊医学中，全血细胞计数能帮助医生评估发热、腹痛、呼吸急促等非特异性症状，以迅速探明病因，同时还可用于确认病人出血和创伤程度。对于接受放疗或化疗的肿瘤患者，由于这些治疗手段会抑制骨髓造血功能，可能导致白细胞、血小板和血红蛋白水平显著降低，因此需要密切监测血细胞计数。服用某些精神药物（如氯氮平、卡马西平）的患者需定期接受全血细胞计数检测，在极少数情况下，这些药物可能会导致危及生命的白细胞数量下降（粒细胞缺乏症）。在产科中，全血细胞计数作为产前常规检查项目可及时发现妊娠期贫血，预防母婴不良结局；在婴儿出生后，全血细胞计数中的白细胞总数、中性粒细胞绝对计数、未成熟中性粒细胞比例与血小板计数等指标能有效帮助医生诊断新生儿脓毒症。

## 检测方式与检测原理
为防止血液自然凝固，全血细胞计数的检测样本采集需使用含抗凝剂（通常为EDTA）的真空采血管。采血通常采用静脉穿刺法，但在静脉采血困难时，也可进行末梢采血，从成人指尖或新生儿足跟的毛细血管中采血，一般而言静脉血样本的检测结果较末梢血样本更为准确全面。为保障检测的准确性，样本采集后应在两小时内进行检测。目前样本检测主要借助全自动血细胞分析仪，当出现计数异常、散点图直方图异常、仪器报警等异常结果时，需使用血涂片镜检或人工血细胞比容测定进行人工复检。在缺乏自动化分析设备的实验室中，血细胞计数和血红蛋白测定也可人工测定完成。

### 全自动血细胞分析仪检测
在使用血细胞分析仪检测时，样本首先需经过充分混匀以使细胞均匀分布，随后在被稀释后分配至多个检测通道，其中一个检测通道用于红细胞和血小板计数，而另一个检测通道用于白细胞计数和血红蛋白测定。部分仪器会使用专门通道用于血红蛋白测定，其他通道专用于白细胞分类计数、网织红细胞计数和血小板检测。检测过程中，细胞悬浮液在流体动力作用下通过传感器，通过流式细胞术精确测量物理形态。为提高检测准确性，现代血细胞分析仪采用流体动力学聚焦技术，将稀释样本注入鞘液，利用层流使细胞呈单列排列依次通过检测区，从而实现单个细胞的精准检测。

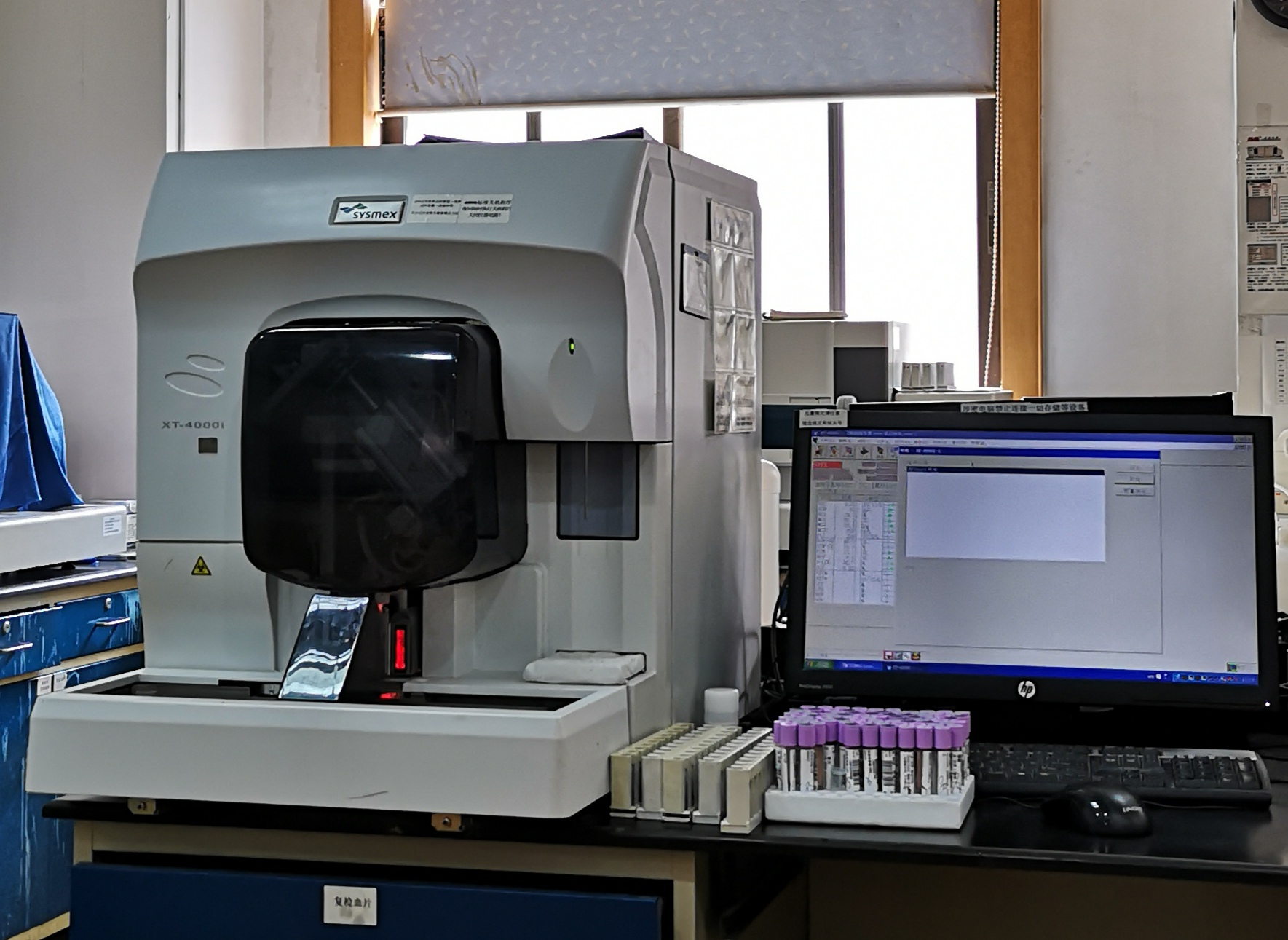
希森美康的XT-4000i全自动血细胞分析仪

库尔特原理：瞬时电流下降与颗粒体积成正比。

血红蛋白浓度的测定需在独立于红细胞计数通道的专用通道中进行。首先向测试样本加入试剂，使红细胞裂解释放其胞内的血红蛋白。在部分血细胞分析仪中，血红蛋白测定与白细胞计数共用于同一通道，这种设计使白细胞计数更为容易。血细胞分析仪的检测原理基于分光光度法，具体而言就是利用血红蛋白浓度与吸光度之间的线性关系进行血红蛋白浓度分析。检测过程中，试剂将氧合血红蛋白、碳氧血红蛋白等不同血红蛋白形式转化为更为稳定的形式（通常为氰化高铁血红蛋白），并使其发生显色反应。随后使用特定波长（通常为540纳米）测定显色溶液的吸光度，即可准确计算血红蛋白浓度。
血细胞分析仪传感器主要利用电阻抗和光散射两种原理实现细胞的识别与计数。电阻抗原理又被称为库尔特原理，具体来讲就是将细胞悬浮于带电液体中，当细胞通过小孔时，由于其导电性低，会导致电流瞬时下降，而细胞通过小孔时产生的电脉冲幅度与细胞体积成正比，由此脉冲数则反映了样本中的细胞数量。通过绘制细胞体积分布直方图，并依据不同细胞类型的典型体积设置阈值，即可实现各类细胞的识别与计数。光散射技术则是利用激光或钨卤灯光源照射细胞，当细胞通过光束时以不同的角度散射光，随后利用光度计通过检测散射光获取细胞大小和结构信息。其中，前向散射光主要源于光的衍射效应，其强度与细胞大小呈正相关；而侧向散射光则由光的反射和折射产生，可反映细胞内部结构的复杂程度。
基于射频的检测方法可与阻抗技术联合使用。该技术虽然同样基于细胞通过小孔时引起的电流变化进行检测，但由于高频射频电流能够穿透细胞膜，其产生的脉冲幅度可反映细胞核的大小、结构和细胞质中颗粒数量等信息。在血小板计数中，与血小板大小相似的小红细胞和细胞碎片可能造成干扰，而大血小板则易被漏检。为此，一些血细胞分析仪还采用如荧光染色、多角度光散射和单克隆抗体标记等技术提高血小板计数的准确性。
大多数血细胞分析仪都可直接测量出平均红细胞体积，随后计算红细胞计数与平均红细胞体积的乘积即可得到血细胞比容；一些血细胞分析仪也通过红细胞总体积与样本体积之比测定血细胞比容，再结合红细胞计数推算平均红细胞体积。基于血红蛋白浓度、红细胞计数和血细胞比容三个基本参数，可进一步计算平均红细胞血红蛋白含量和平均红细胞血红蛋白浓度。此外，通过分析平均红细胞体积标准差得出的红细胞分布宽度，可反映红细胞体积的异质性。

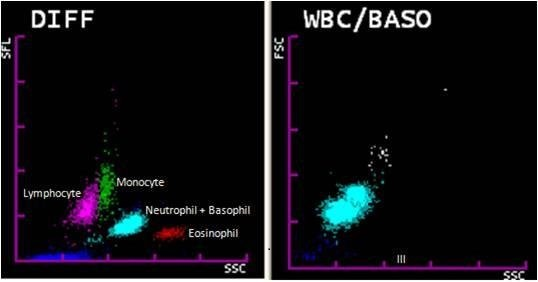
白细胞分类散点图示例：不同颜色的点簇表示不同的细胞群。

经试剂处理后，当白细胞的体积绘制在直方图上时，会形成三个明显的峰。这些峰大致对应粒细胞、淋巴细胞和其他单核细胞，从而仅基于细胞体积即可进行三分类计数。更先进的血细胞分析仪通过联合使用光散射、射频分析等技术，或采用特异性染料标记细胞内化学物质（如未成熟细胞中浓度较高的核酸或髓系细胞特有的髓过氧化物酶），可实现五分类甚至七分类计数。其中，嗜碱性粒细胞的检测通常在专用通道中进行，在该通道中试剂会破坏其他白细胞而保留嗜碱性粒细胞。检测数据经分析后生成散点图，形成与各类白细胞对应的特征性点簇。近年来在机器学习和人工智能的帮助下，一些先进的血细胞分析仪使用全自动血细胞形态数字图像分析系统可实现白细胞全自动分类计数，该系统通过分析血涂片显微图像进行细胞分类，并将分类结果呈现给操作人员以供复检和必要的人工分类。
目前大多数血细胞分析仪可在不到一分钟内完成全血细胞计数的所有检测项目。由于是基于对大量单个细胞进行采样和计数，检测结果具有极高的精确性。但是，对于某些形态异常的细胞，仪器无法准确识别，只能进行异常提醒，此时需人工镜检鉴定异常细胞。

#### 即时检测
即时检测是指在患者床边或诊所等实验室外场合进行的检测。与实验室检测相比，即时检测具有检测速度快、样本需求量少、人员无需专门培训等优势，特别适用于急诊救治和医疗资源匮乏地区。常用的即时血液检测设备包括采用分光光度法测定血红蛋白浓度的便携式血红蛋白计，以及通过血液电导率估算红细胞浓度来测定血红蛋白的i-STAT系统。虽然血红蛋白和血细胞比容可以在用于血气测试的即时测量设备上检测，但其准确性有所欠佳。另外也有一些专为诊所设计的简化版血液分析仪可提供全血细胞计数及分类计数等基本检测项目。

### 人工检测

人工测定血细胞比容。血液经过离心后被分层为红细胞和血浆上下两层。

在缺少血细胞分析仪或检测结果需复检时，需要使用人工检测方法。约10-25%的情况，自动检测结果会被标记异常，需进行人工血涂片复检，主要原因包括：分析仪无法准确识别的异常细胞群体、仪器质控标志提示结果可靠性存疑，或检测值超出预设参考值范围。人工复检时，需将血液样本涂布于载玻片上，用罗氏染液染色后使用显微镜观察。人工镜检内容包括评估红细胞、白细胞及血小板的形态特征，并记录所有异常项目。其中，红细胞形态改变具有重要诊断价值，例如镰状红细胞提示着镰状细胞病，而大量裂红细胞的出现则需排查微血管病性溶血性贫血。在某些炎症和多发性骨髓瘤等骨髓瘤蛋白疾病患者中，血浆蛋白水平升高可导致红细胞叠连。某些血液寄生虫疾病（如疟疾、巴贝虫病）可通过血涂片直接检出病原体。当自动血小板计数结果不准确时，血涂片镜检还可用于血小板计数。
人工白细胞分类计数需由检验人员在血涂片上计数100-200个白细胞，依据细胞形态特征进行分类。这样就得到了各类白细胞所占百分比，再将其乘以白细胞总数，即可获得各类白细胞的绝对计数值。因计数细胞数量远少于仪器分析，人工计数方法容易受到抽样误差的影响，但它可以识别仪器无法分辨的异常细胞，如急性白血病患者血液中的前体细胞。此外，通过显微镜检查还能发现如中毒颗粒和空洞形成、杜勒小体等具有重要临床意义的细胞形态改变。
人工测定血细胞比容可采用毛细管法，将抗凝全血注入毛细管，经离心后直接测量红细胞柱所占百分比，该百分比即是血细胞比容。在一些情况下，仪器检测结果可能受到干扰并不准确，如患者患有红细胞增多症（红细胞计数异常升高）或重度白细胞增多症（白细胞计数显著升高，导致白细胞被误计为红细胞，从而干扰红细胞测量）时，此时人工测定血细胞比容方法能够发挥很大作用。
红细胞、白细胞和血小板人工计数常使用血细胞计数板。血细胞计数板是一种专用于人工细胞计数的特殊显微镜载玻片，其内置腔室可容纳稀释血液样本。腔室表面刻有计数网格，样本占据的网格数可换算为样本体积，操作者通过计数网格内的细胞数量再除以样本体积，即可计算出样本中的细胞浓度。与仪器分析相比，人工计数方法操作繁琐且准确性较低，因此除缺乏相关涉笔的实验室外，现已很少使用。白细胞计数需使用含可以裂解红细胞的化合物（如草酸铵、乙酸或盐酸）的稀释液处理样本。有时为便于识别，常在稀释液中加入染色剂以增强白细胞核的显色效果。血小板计数方法与之类似，但部分方法会保留红细胞，此时采用相差显微镜可显著提高血小板识别率。红细胞人工计数因准确性欠佳而较少采用，实践中更倾向于使用血红蛋白测定和血细胞比容测定等替代方法；但在需要时，可使用生理盐水稀释血液样本后进行红细胞计数。
血红蛋白的人工测定通常使用分光光度计或比色计。测定时，首先使用裂解试剂处理血液样本，使红细胞破裂释放血红蛋白，随后加入转化试剂将各类血红蛋白转化为同一种血红蛋白形式。再将处理后的溶液放入吸收池，在特定波长（取决于所用试剂类型）下测定吸光度。最后参照吸光度与血红蛋白浓度关系，即可准确计算样本的血红蛋白浓度。对于缺乏实验室设施的偏远地区，还可使用血红蛋白比色卡进行简易血红蛋白测定，将血滴滴于测试滤纸上，等待片刻，再将滤纸颜色与比色卡对比即可估算血红蛋白浓度。

## 检测内容与临床意义
全血细胞计数主要检测血小板、红细胞和白细胞数量，以及血红蛋白浓度、血细胞比容值和红细胞指数。其中红细胞指数包括：平均红细胞体积、平均红细胞血红蛋含量和平均红细胞血红蛋白浓度与红细胞分布宽度。此外，全血细胞计数也可包括白细胞分类计数与网织红细胞计数等检测项目。

### 红细胞、血红蛋白和血细胞比容
| 项目                   | 缩写 | 结果         | 参考值范围 |
| ---------------------- | ---- | ------------ | ---------- |
| 红细胞计数             | RBC  | 5.5 x 1012/L | 4.5–5.7    |
| 白细胞计数             | WBC  | 9.8 x 109/L  | 4.0–10.0   |
| 血红蛋白               | HGB  | 123 g/L      | 133–167    |
| 血细胞比容             | HT   | 0.42         | 0.35–0.53  |
| 平均红细胞体积         | MCV  | 76 fL        | 77–98      |
| 平均红细胞血红蛋白含量 | MCH  | 22.4 pg      | 26–33      |
| 平均红细胞血红蛋白浓度 | MCHC | 293 g/L      | 330–370    |
| 红细胞分布宽度         | RDW  | 14.5%        | 10.3–15.3  |

红细胞通过其内含的血红蛋白将氧气从肺部输送至全身组织，同时将组织代谢产生的二氧化碳带回肺部排出。全自动血细胞分析仪可精确计数红细胞与测定平均红细胞体积，单位通常为百万细胞/微升（×106/μL）或万亿细胞/升（×1012/L）。通过平均红细胞体积与红细胞计数的乘积可测定血细胞比容，单位通常为飞升（fL）或立方微米（μm3）；反之，通过直接测定的血细胞比容和红细胞计数也可推算平均红细胞体积。血红蛋白测定需先裂解红细胞，单位为克/升（g/L）或克/分升（g/dL）。在红细胞形态正常的情况下，血红蛋白与红细胞比容存在恒定关系：红细胞比容百分比值约为血红蛋白值（g/dL）的三倍，波动范围在±3%内。这一关系称为“三法则”，可用于验证全血细胞计数检测结果的可靠性。
基于红细胞计数、血红蛋白浓度和血细胞比容三个检测结果，可计算出平均红细胞血红蛋白含量和平均红细胞血红蛋白浓度。这两个指标分别反映单个红细胞的血红蛋白绝对含量和相对浓度：平均红细胞血红蛋白含量表示每个红细胞中血红蛋白的平均质量，而平均红细胞血红蛋白浓度则反映红细胞内血红蛋白的平均占比。两者的区别在于，平均红细胞血红蛋白浓度考虑了红细胞体积因素，而平均红细胞血红蛋白含量则并不考虑。平均红细胞体积、平均红细胞血红蛋白含量和平均红细胞血红蛋白浓度统称为红细胞指数。这些指标的异常改变可通过血涂片镜检观察到：以正常大小的白细胞作为参照，可识别出体积异常的红细胞；血红蛋白含量降低的细胞则显得苍白。此外，通过上述三个检测值还可计算出红细胞分布宽度，该指标反映了红细胞体积的异质性程度。
红细胞数量异常增多可导致血红蛋白浓度和血细胞比容升高，这一症状称为红细胞增多症。根据发病机制不同，红细胞增多症可分为相对性增多和绝对性增多两类。相对性红细胞增多症常见于脱水或使用利尿剂等情况，因血浆含量减少导致红细胞相对浓度上升所致。绝对性红细胞增多症则是红细胞数量本身增加，又可分为继发性与原发性两类。继发性红细胞增多症通常由组织缺氧或促红细胞生成素的代偿性增加有关，常见于严重的慢性心肺疾病、某些先天性心脏病以及异常血红蛋白病等。而原发性红细胞增多症被称为真性红细胞增多症，是一种骨髓增殖性疾病，表现为红细胞与其他血细胞生成的过度活跃。

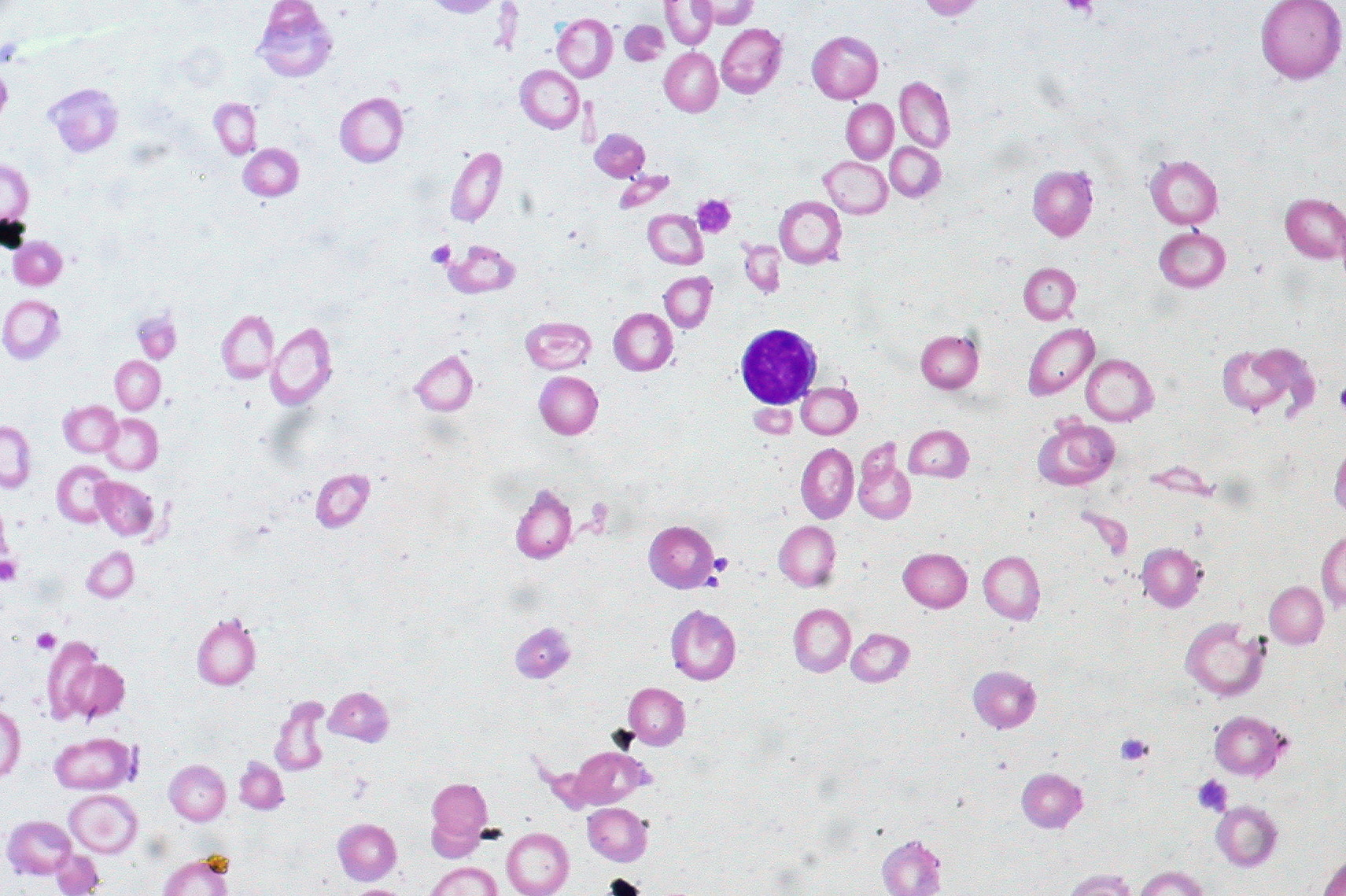
图示为缺铁性贫血患者的血涂片，呈现特征性红细胞形态学改变：红细胞体积异常减小（小红细胞增多症），中心淡染区扩大（低色素症低色素性贫血），同时伴有明显的红细胞大小不均（红细胞大小不均症）。

当血红蛋白浓度、血细胞比容或红细胞计数异常低于参考值范围时提示患者存在贫血。贫血本身不是一种独立的疾病，而是一种反映患者红细胞异常的临床症状。贫血的病因主要包括：失血、生成缺陷红细胞（无效造血）、红细胞生成减少（造血功能低下）和红细胞破坏增加（溶血性贫血）。
通过分析红细胞指数有助于确定贫血病因。根据平均红细胞体积大小，贫血可分为小细胞性贫血（平均红细胞体积降低）和大细胞性贫血（平均红细胞体积升高）；而平均红细胞血红蛋白浓度降低则提示低色素性贫血。当患者存在贫血红细胞指数却均处于正常范围时，为正色素性贫血和正常细胞性贫血。因平均红细胞血红蛋白浓度高于参考上限的情况非常少见，在临床上较少使用高色素性这一术语，平均红细胞血红蛋白浓度高于参考上限主要发生于球形细胞增多症、镰状细胞病和血红蛋白C病等疾病。此外，平均红细胞血红蛋白浓度升高也可能是某些干扰因素导致的假性检验结果，例如红细胞凝集（引起红细胞计数假性降低）或高脂血症（导致血红蛋白测定值假性升高）。
小细胞性贫血通常与缺铁性贫血、地中海贫血和慢性病性贫血相关；大细胞性贫血则多与酒精滥用、叶酸与维生素B12缺乏、特定药物使用和某些骨髓疾病相关。正常细胞性贫血的病因包括急性失血、溶血性贫血、骨髓疾病及多种慢性疾病。平均红细胞体积在实验室质量控制中具有特殊用途：相较于其他全血细胞计数参数，平均红细胞体积相对稳定，因此其显著波动可能表明患者身份混淆、样本采集错误。

红细胞分布宽度降低无临床意义，但其升高表明红细胞大小异质性增加，这种症状被称为红细胞大小不均症。红细胞大小不均症常见于营养性贫血，如缺铁性贫血和维生素B12、叶酸缺乏引起的贫血；而地中海贫血患者的红细胞分布宽度通常正常。基于全血细胞计数结果，可进一步开展针对性检查以明确贫血病因，如铁蛋白检测以确认是否为缺铁性贫血，血红蛋白电泳则有助于鉴别诊断地中海贫血、镰状细胞病等血红蛋白病。

### 白细胞
| 项目           | 结果         |
| -------------- | ------------ |
| 白细胞计数     | 98.8 x 109/L |
| 血红蛋白       | 116 g/L      |
| 血细胞比容     | 0.349 L/L    |
| 平均红细胞体积 | 89.0 fL      |
| 血小板计数     | 1070 x 109/L |

| 项目         | 结果 |
| ------------ | ---- |
| 中性粒细胞   | 48%  |
| 淋巴细胞     | 3%   |
| 单核细胞     | 4%   |
| 嗜酸性粒细胞 | 3%   |
| 嗜碱性粒细胞 | 21%  |
| 杆状核粒细胞 | 8%   |
| 晚幼粒细胞   | 3%   |
| 中幼粒细胞   | 8%   |
| 原始细胞     | 2%   |

白细胞负责防御感染并参与炎症反应。白细胞计数升高（白细胞增多症），常见于感染、炎症和生理应激状态，也可能由骨髓增殖性疾病或淋巴增殖性疾病等涉及异常血细胞生成疾病引起。白细胞计数减少（白细胞减少症）常见于放疗、化疗等治疗后和抑制血细胞生成性疾病中。不过白细胞计数受个体生理性因素影响较大，部分个体还会周期性白细胞减少，因此白持续性或者定点性监测的检测结果才更有临床意义。白细胞计数通常以每微升血液中的细胞数（/μL）或每升中的109细胞数（×109/L）为单位。
白细胞分类计数识别并计数各类白细胞，结果以百分比和绝对计数（每单位体积细胞数）两种形式呈现。白细胞分类计数通常检测中性粒细胞、淋巴细胞、单核细胞、嗜酸性粒细胞和嗜碱性粒细胞五类白细胞。部分仪器还检测未成熟粒细胞，具体包括早幼粒细胞、中幼粒细胞和晚幼粒细胞。若在人工分类计数中发现其他细胞类型，也需在检测报告中注明。
白细胞分类计数结果在疾病的诊断和监测中发挥着重要作用。以中性粒细胞为例，其计数升高（中性粒细胞增多症）常见于细菌感染、炎症反应与骨髓增殖性疾病；而计数降低（中性粒细胞减少症）则可能继发于化疗、特定药物使用或骨髓疾病。此外，某些先天性疾病也可导致中性粒细胞减少，并可能在儿童病毒或细菌感染后短暂发生。对于伴有感染症状的严重中性粒细胞减少患者，需及时给予抗生素治疗以预防致命性并发症。

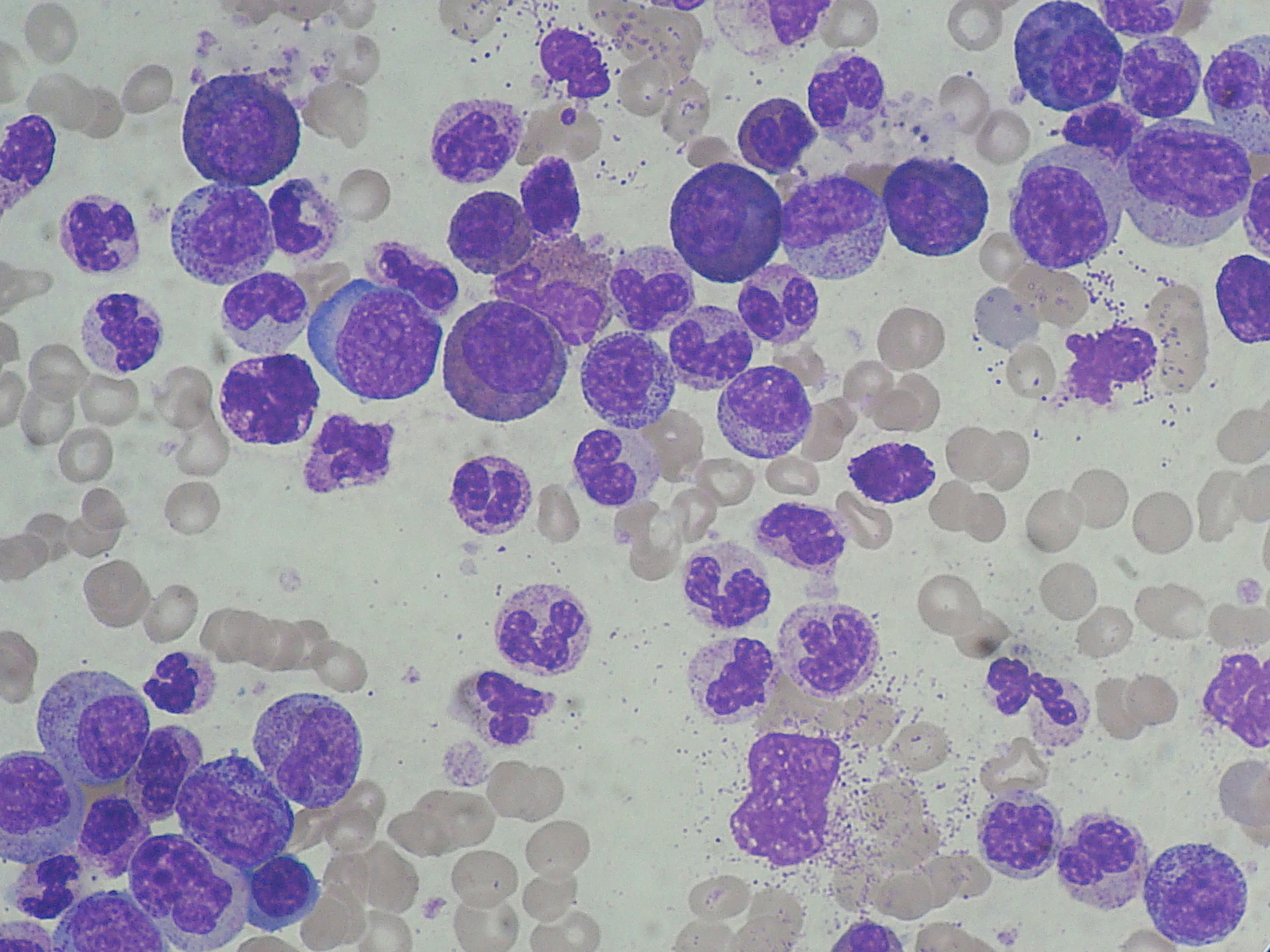
慢性粒细胞白血病患者的血涂片，可见许多未成熟和异常的白细胞。

杆状核粒细胞或其他未成熟粒细胞数量增加称为核左移，常见于脓毒症和某些血液病，但妊娠期及产褥期也会发生生理性核左移；与之相对的，中性粒细胞的分叶过多称为核右移，常见于巨幼细胞性贫血、恶性贫血等。淋巴细胞增多（淋巴细胞增多症）与病毒感染和淋巴增殖性疾病（如慢性淋巴细胞白血病）有关；单核细胞增多（单核细胞增多症）则与慢性炎症相关；嗜酸性粒细胞增多（嗜酸性粒细胞增多症）常见于寄生虫感染和过敏性疾病。嗜碱性粒细胞增多（嗜碱性粒细胞增多症）可能提示骨髓增殖性疾病，如慢性粒细胞白血病和真性红细胞增多症。原始细胞和具有肿瘤特征的淋巴细胞等异常细胞往往提示血液系统恶性肿瘤。

### 血小板

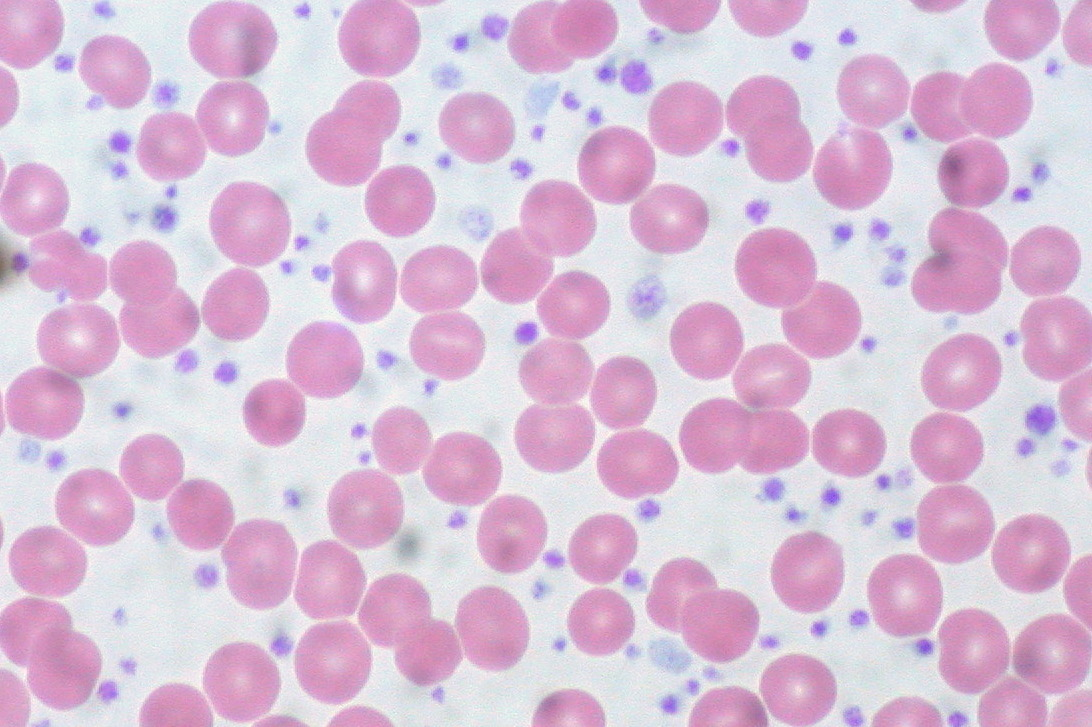
原发性血小板增多症的血涂片。图中小型紫色结构即为血小板。

血小板在凝血过程中发挥着至关重要的作用。当血管内皮受损时，血小板会迅速粘附于损伤部位并堵塞间隙，形成初期的血小板血栓；同时，凝血级联反应激活产生的纤维蛋白进一步加固血小板血栓，形成稳定的血凝块。正常人的血小板数相对稳定，并不会发生太大的波动，也无明显性别和年龄差异。当血小板严重减少（血小板减少症）时可导致出血，常见于接受骨髓抑制治疗（如放疗、化疗）、服用特定药物（如肝素），这些药物会诱导免疫系统破坏血小板。血小板减少也是如急性白血病、再生障碍性贫血等血液病和某些自身免疫性疾病。对于重度血小板减少患者，可能需要进行血小板输血治疗。血小板增多（血小板增多症）大致可由原发性血小板增多症、反应性血小板增多症和其他伴血小板增多的血液系统疾病三类疾病引起。原发性血小板增多症可导致血小板计数显著升高。反应性血小板增多症多由炎症、缺氧、创伤、缺铁性贫血、癌症引起。其他伴血小板增多的血液系统疾病包括慢性髓性白血病、慢性粒单核细胞白血病、骨髓增生异常综合征等大多数血液病。检测结果中，血小板计数通常以细胞数/微升（/μL）、103细胞数/微升（×103/μL）或109细胞数/升（×109/L）为单位。

平均血小板体积衡量血小板平均大小，单位为飞升（fL），可以帮助确认血小板减少症的病因。当血小板破坏增加导致新生血小板补偿释放时，平均血小板体积通常升高；而骨髓功能障碍引起的血小板生成减少则可能导致平均血小板体积降低。此外，平均血小板体积还可用于鉴别遗传性血小板减少症。部分血细胞分析仪可检测未成熟血小板比例（IPF）和网织血小板计数，通过未成熟血小板数量计算血小板生成速率。

### 其他检测内容

#### 网织红细胞计数

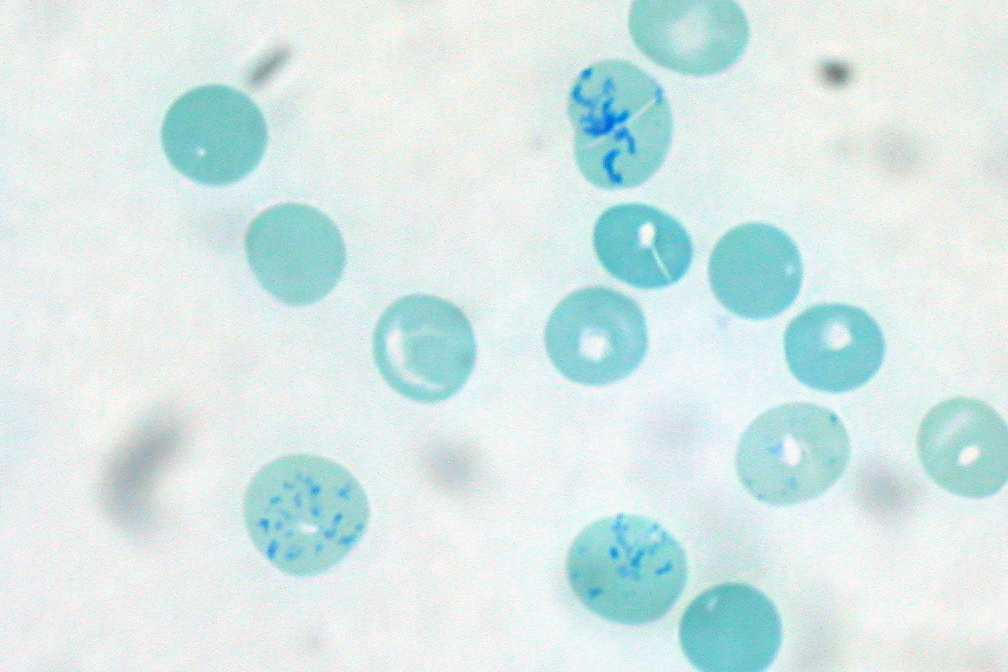
用新亚甲蓝染色的红细胞，含有深蓝色结构的细胞即为网织红细胞。

网织红细胞是介于晚幼红细胞与成熟红细胞之间的未成熟红细胞，细胞质内还残存着部分RNA，主要用于贫血病因诊断和治疗效果评估。在大多数情况下，网织红细胞与骨髓生成红细胞正相关。网织红细胞计数高提示骨髓正以高速率产生红细胞以补偿失血或溶血；而网织红细胞减少则提示造血功能低下，患者可能患有降低红细胞生成能力的疾病。在营养性贫血治疗中，网织红细胞计数的升高反映了营养补充治疗手段效果良好。血细胞分析仪使用RNA特异性染料染色，再通过光散射或荧光检测技术进行网织红细胞计数；人工计数则使用新亚甲蓝染色后镜检，计算含RNA红细胞的比例。检测结果可使用绝对计数，也可采用百分比制。

部分血细胞分析仪可测定网织红细胞平均血红蛋白含量（CHr），其可作为铁缺乏和缺铁性贫血的新型标志，是患有干扰标准检查疾病患者的首选指标。未成熟的红细胞含有更多的RNA，在检测时会产生更强的荧光信号，因此未成熟网织红细胞计数（IRF）可以量化网织红细胞成熟度。这些信息可用于诊断贫血、评估贫血治疗效果和骨髓移植后的红细胞生成状况。

#### 有核红细胞

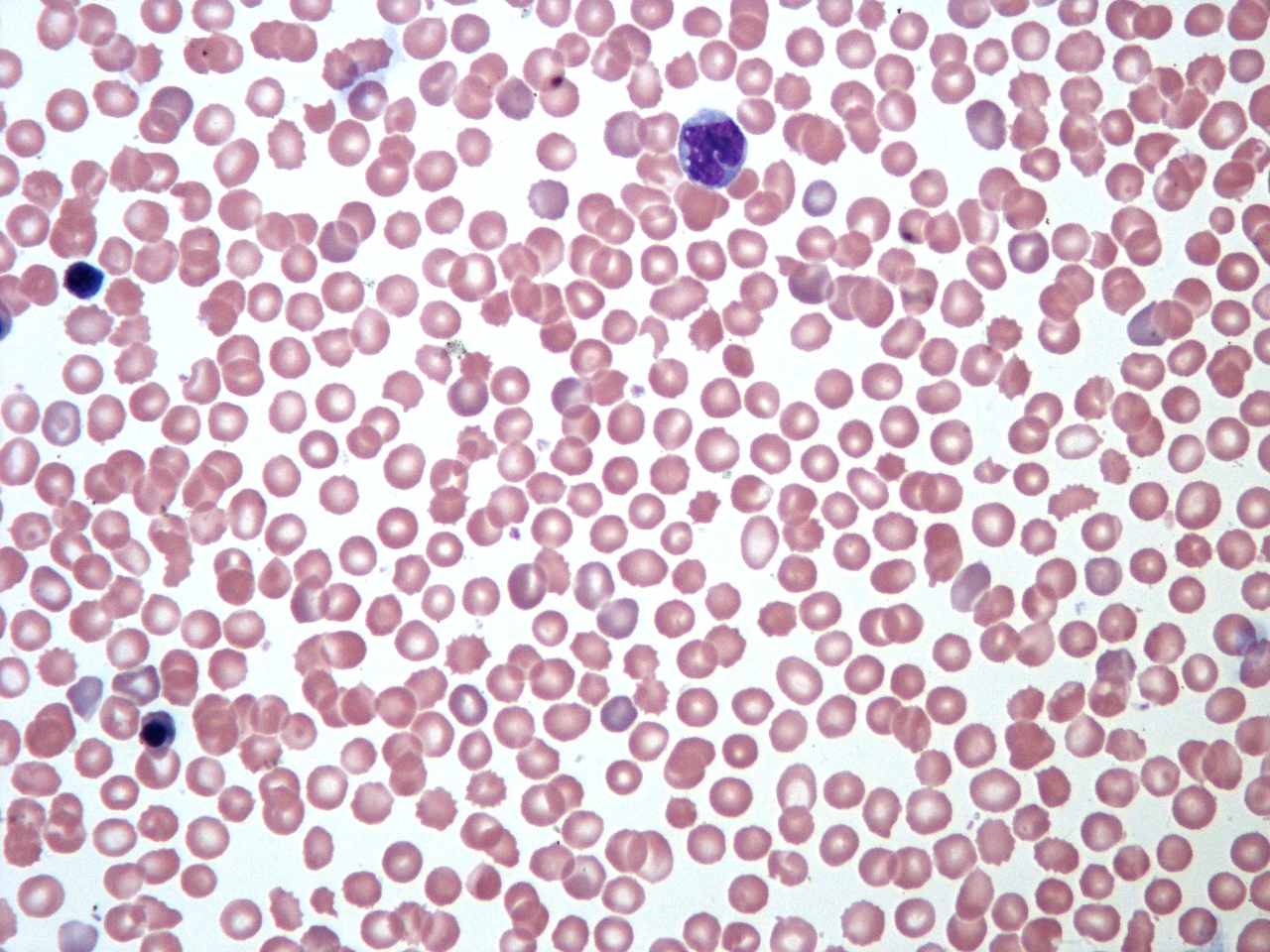
新生儿血涂片，显示含有少量有核红细胞。

红细胞在骨髓和胎儿期的肝脏、脾脏中形成时含有细胞核，但成熟后细胞核就会被去除。有核红细胞在新生儿期属正常现象，但在儿童和成人中出现则提示红细胞需求增加，这种需求增加可能是由出血、恶性肿瘤或严重贫血引起的。现代血细胞分析仪可以将有核红细胞纳入分类计数。不过大量有核红细胞可能导致白细胞计数假性升高，需进行校正。

#### 新型血细胞指标
先进的血液分析仪可检测多项新型血细胞指标，这些指标虽在研究中显示出诊断潜力，但尚未广泛应用于临床实践。例如，部分分析仪可生成反映白细胞簇大小和空间分布的特征性坐标，该指标被称为细胞群体数据（cell population data），在研究中被认为是血液病、细菌感染和疟疾的潜在标志物。采用髓过氧化物酶染色技术的分析仪可定量白细胞酶表达水平，为多种疾病的诊断提供参考。另一些仪器除检测平均红细胞血红蛋白浓度外，还可检测低色素红细胞比例和裂红细胞计数，这有助于诊断某些类型的溶血性贫血。

## 局限性

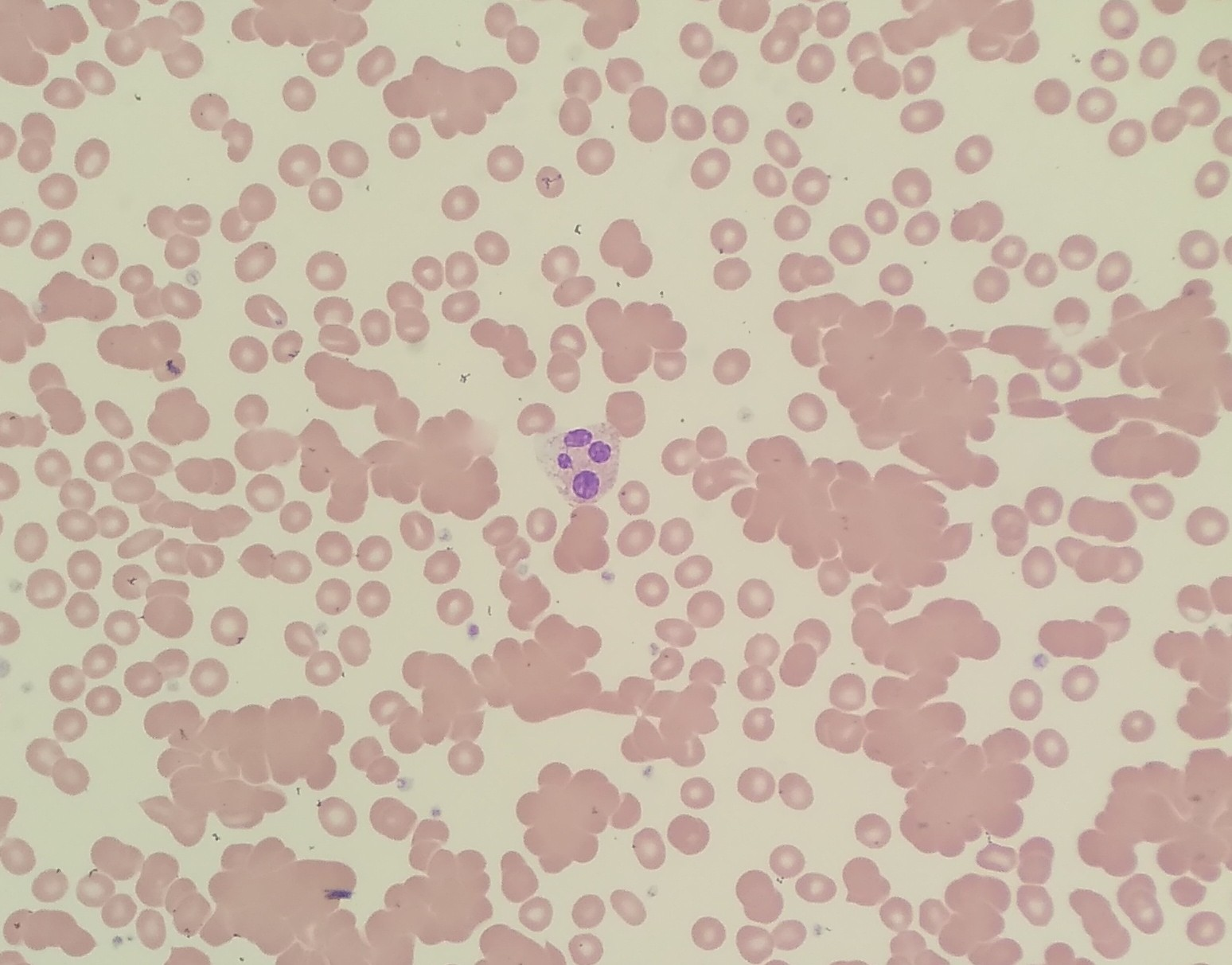
发生红细胞凝集的样本，血涂片上可见红细胞团块。

## 历史

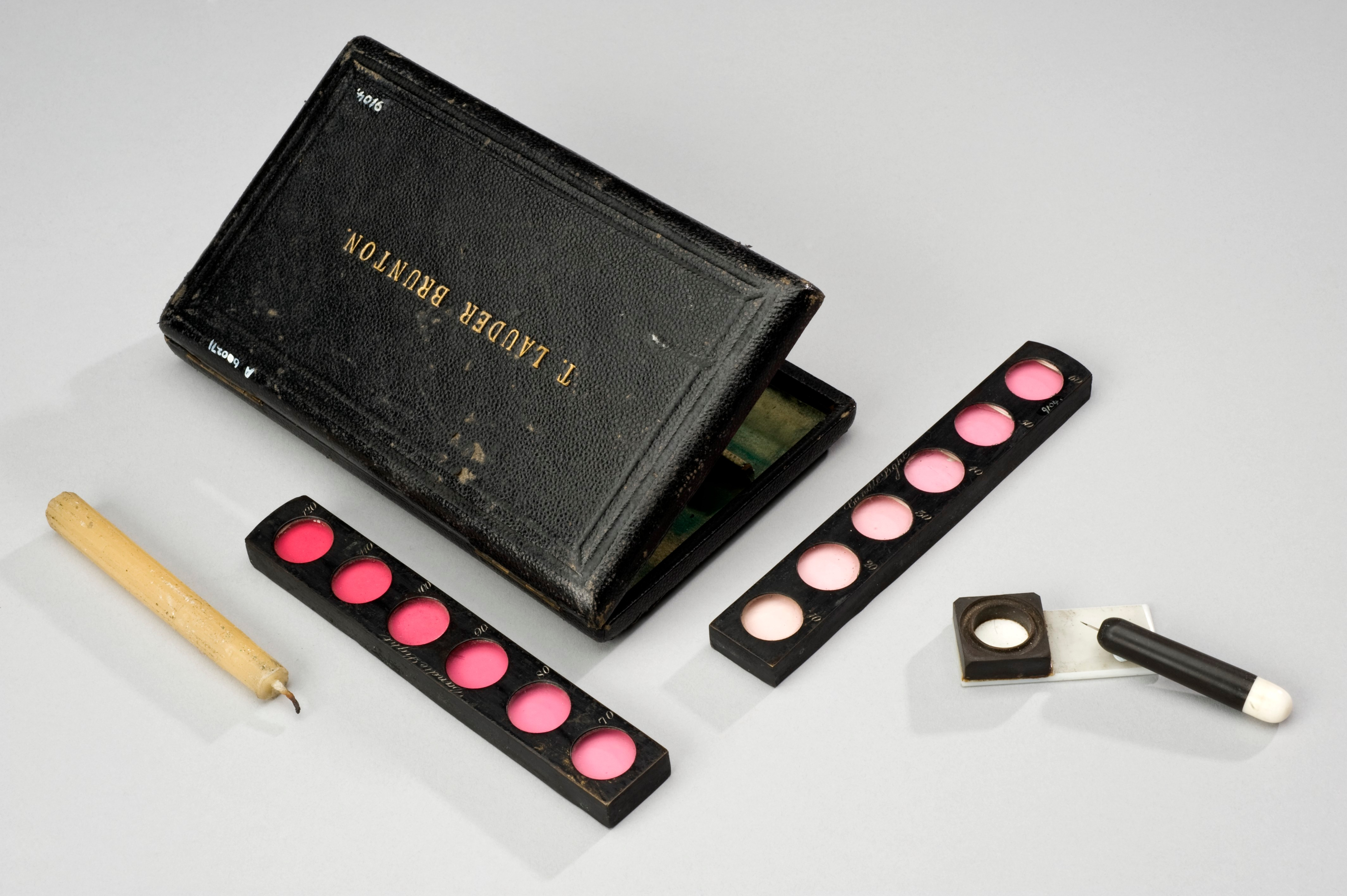
早期的血红蛋白计：将血液样本与标准色卡进行比较，即可确定血红蛋白水平。

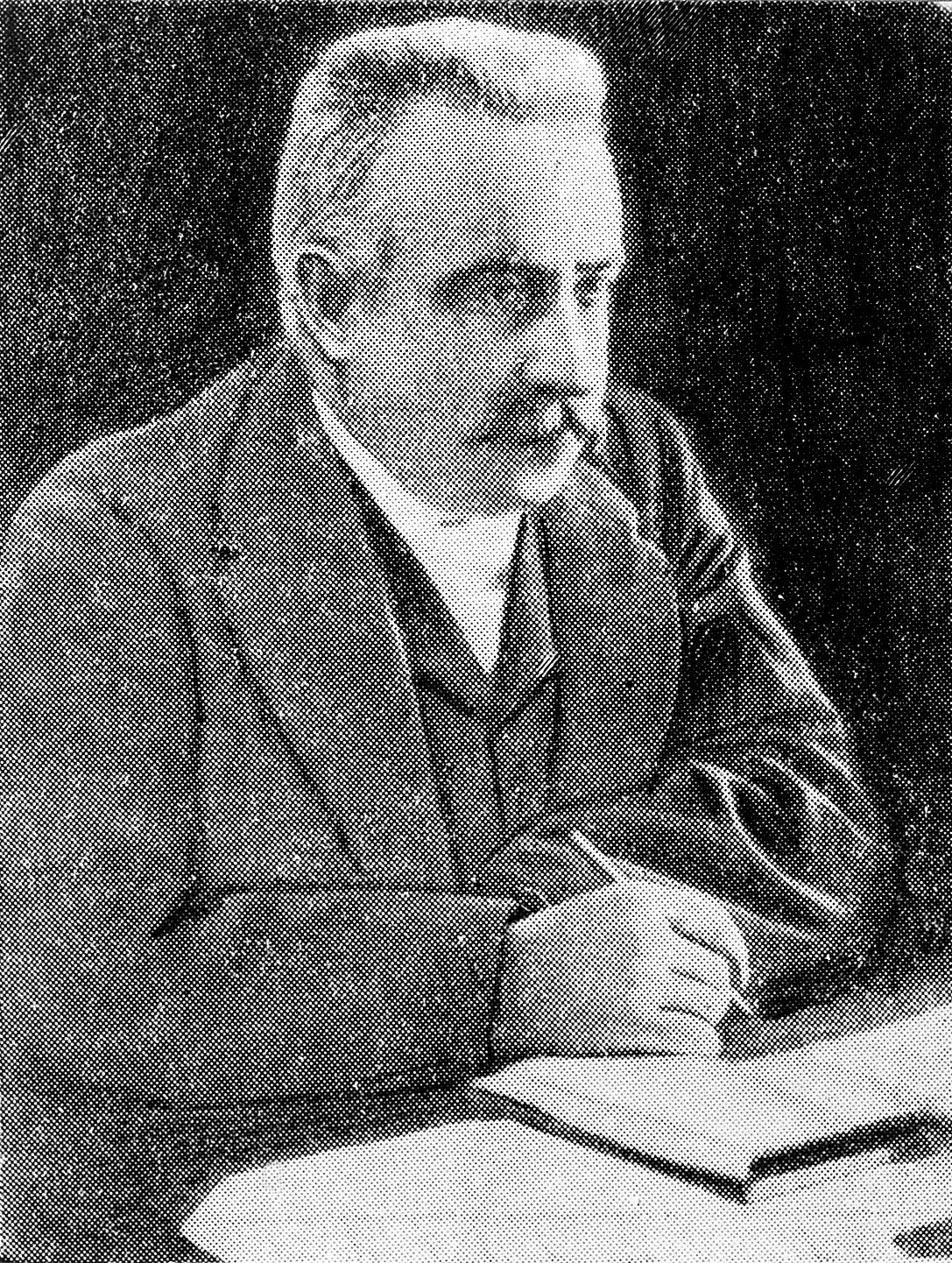
Dmitri Leonidovich Romanowsky发明了罗曼诺夫斯基染色法

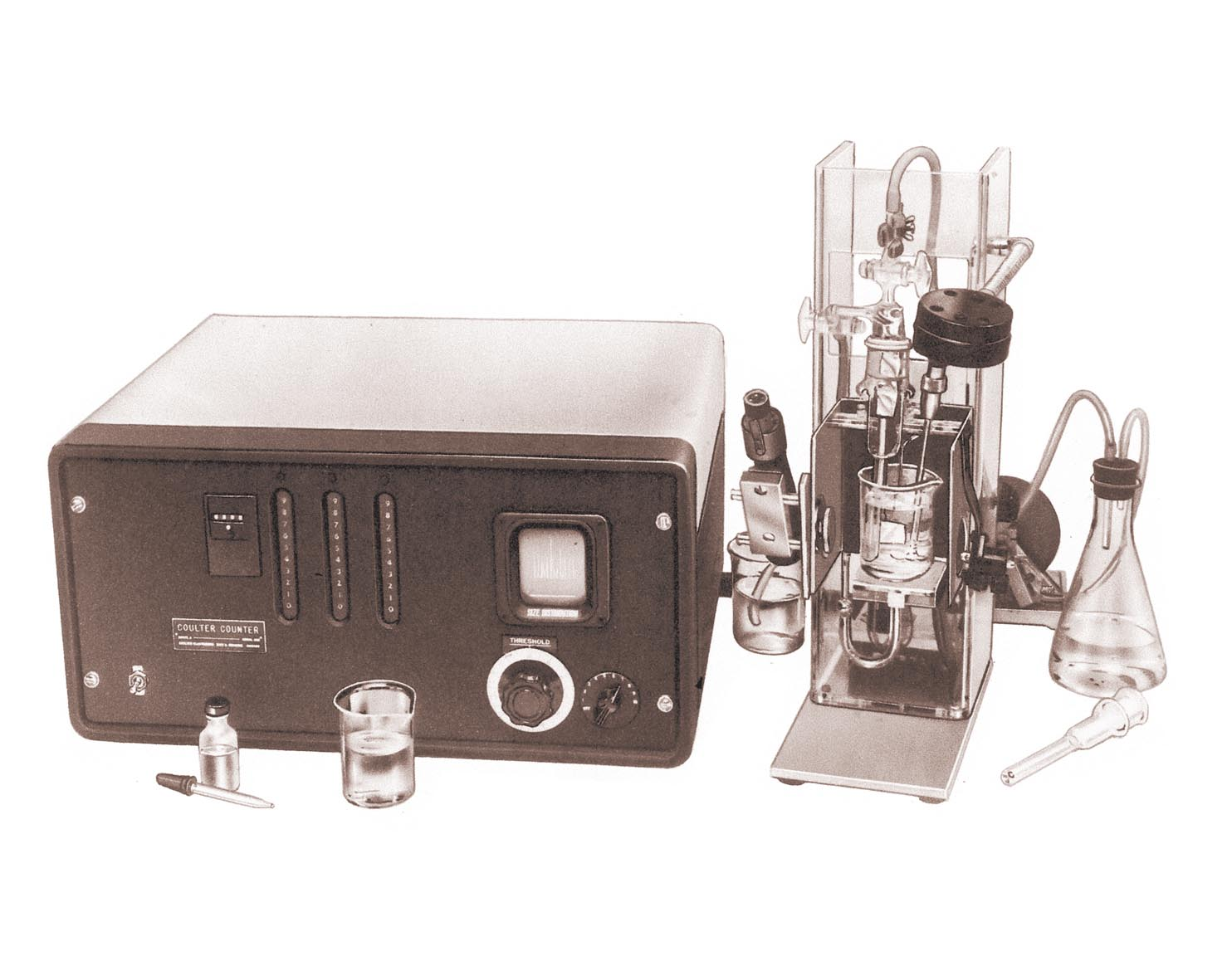
A型库尔特计数器